# Necrópolis megalítica de Panoría
La necrópolis megalítica de Panoría es un yacimiento arqueológico situado en el municipio español de Darro (Granada) que forma parte de una de las concentraciones dolménicas más importantes de la península ibérica. 

## Entorno
La necrópolis megalítica de Panoría se localiza en el piedemonte del cerro que le da nombre, cerro que pertenece al extremo más oriental de sierra Harana en su vertiente sureste, a 1,5 km de la localidad de Darro y a 2 km del yacimiento de Cueva Horada. Se sitúa en la margen izquierda a aproximadamente 900 m del denominado arroyo de Rambla Seca, tributario del río Fardes, formando parte de la depresión de Guadix. Se trata de la necrópolis más occidental de la comarca sumándose a los grupos megalíticos de Gor, Gorafe, Laborcillas, Huélago, Fonelas y Pedro Martínez en la cuenca de río Fardes.

## Características de las sepulturas

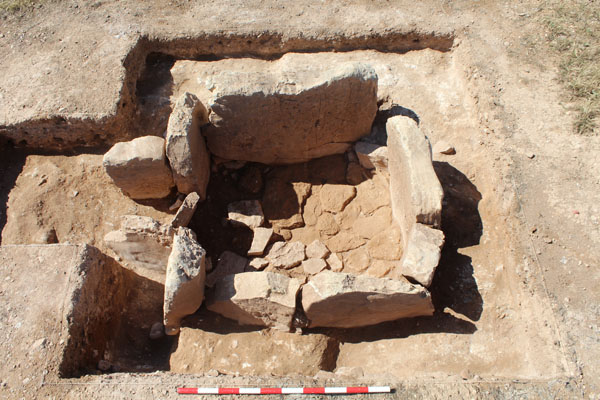
Sepultura 18 de la necrópolis megalítica de Panoría (Darro, Granada)

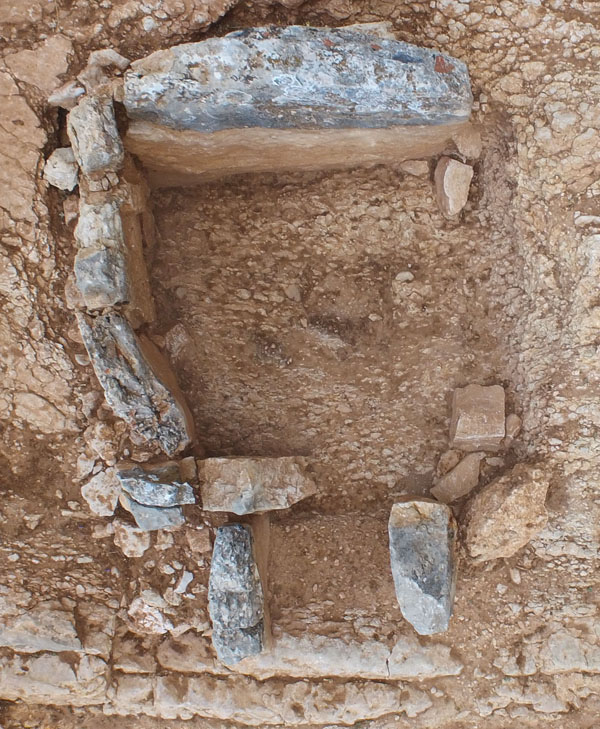
Sepultura 7 de la necrópolis megalítica de Panoría (Darro, Granada)

Descubierta en el año 2012, la necrópolis consta de al menos 19 sepulturas de las que 5 fueron excavadas en el año 2015 por el Grupo de Investigación “GEA. Cultura material e identidad social en la Prehistoria Reciente en el sur de la Península Ibérica” del Departamento de Prehistoria y Arqueología de la Universidad de Granada. Se trata fundamentalmente de cámaras funerarias de forma poligonal o rectangular construidas con grandes losas de piedra a las que se accede mediante cortos y estrechos pasillos. Las sepulturas aparecen parcialmente enterradas en el subsuelo de forma que solo las partes superiores de las losas sobresalen. Originalmente, las tumbas debieron estar cubiertas por túmulos siguiendo el patrón habitual en este tipo de enterramientos. Según los estudios de caracterización geoarqueológica, todas las losas de piedra provienen de unas calizas nodulosas conocidas como Ammonitico Rosso que se localizan en el entorno de la necrópolis 

## Ritual de enterramiento

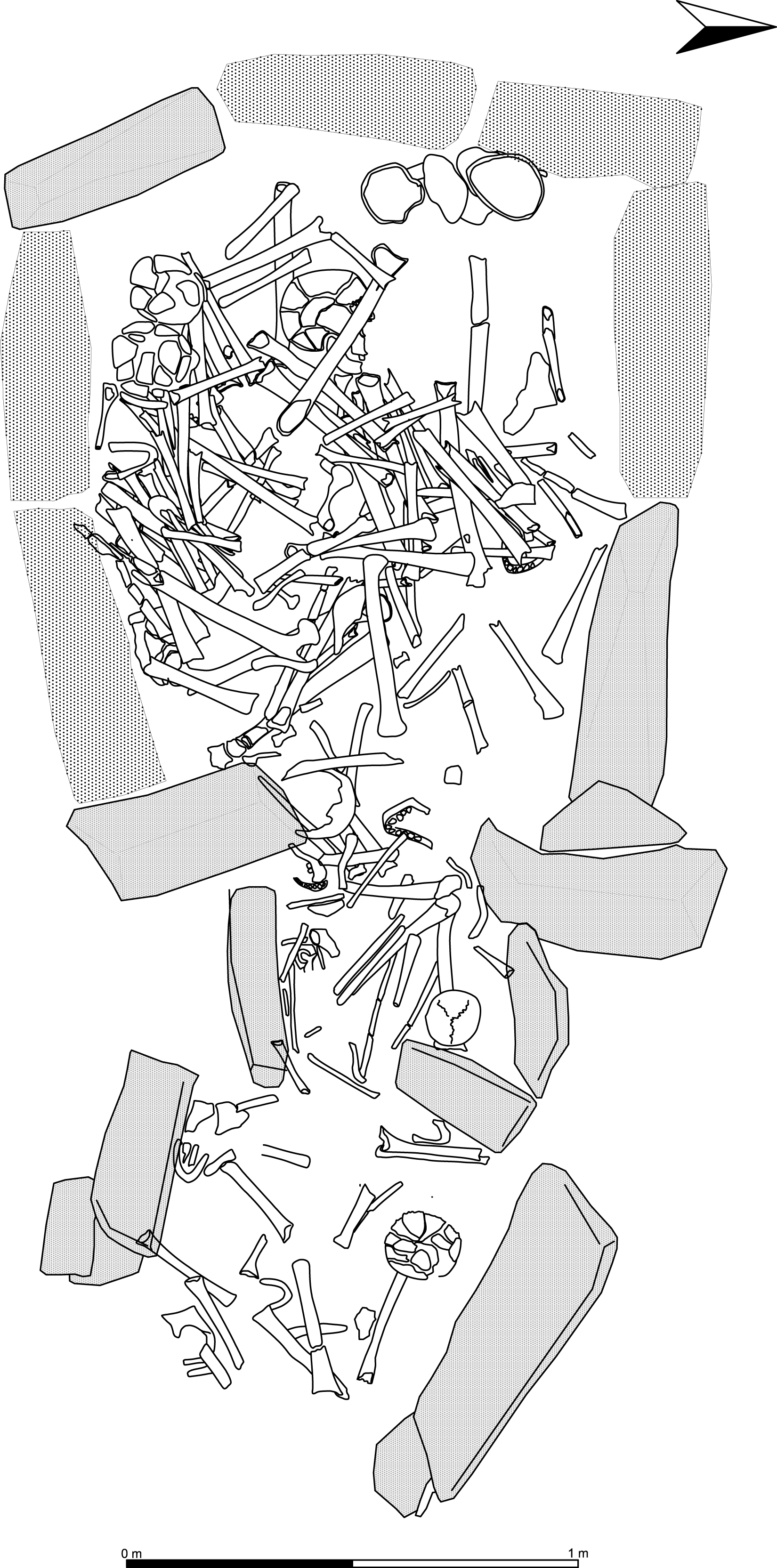
Situación de los restos óseos en la sepultura 10 de la necrópolis megalítica de Panoría (Darro, Granada)

Las excavaciones han evidenciado que, efectivamente, se trata de lugares de enterramiento colectivo donde la mayoría de los restos antropológicos han perdido sus conexiones anatómicas apareciendo amontonados unos encima de otros. Solo en contadas ocasiones los restos esqueléticos aparecieron en posición articulada o semi-articulada. Asociados a los restos humanos se documentaron diferentes tipos de objetos como vasijas cerámicas, puntas de flecha, cuchillos de sílex o conchas marinas que formaron parte de los ajuares funerarios. Según el estudio antropológico, se enterraron individuos de ambos sexos y de todas las edades, llegando a documentarse en una sola sepultura hasta al menos 28 personas. Entre las enfermedades documentadas a partir de sus restos óseos destacan, muy especialmente, las de tipo degenerativo como la artrosis que aparece fundamentalmente en las extremidades superiores. 

## Cronología y temporalidad
Mediante la aplicación del método de datación radiocarbónica se han fechado 19 individuos seleccionados de entre los hombres y mujeres enterrados en las 5 sepulturas excavadas. El análisis de las 19 dataciones con novedosas herramientas estadísticas como el análisis Bayesiano ha permitido situar cronológicamente la construcción, periodo de uso, reutilizaciones y abandono de las sepulturas que componen la necrópolis. Así, los primeros enterramientos se realizaron entre el 3525-3195 a. C., aproximadamente hace unos 6000 años, y los últimos ocurrieron entre el 2125-1980 a. C., hace unos 5000 años. Por tanto, podemos afirmar que la necrópolis de Panoría estuvo en uso durante más de un milenio, entre 1055-1410 años según el análisis estadístico. Este hecho sitúa a Panoría como el espacio ritual y funerario más longevo de Granada y entre los lugares sagrados de mayor pervivencia de Europa.
No todas las sepulturas fueron construidas a la vez. Las dataciones de las diferentes tumbas muestran diferencias cronológicas de cientos de años entre ellas. Durante los más de mil años de uso ritual y funerario, las sepulturas fueron construidas en diferentes momentos temporales por grupos sociales muy dispares y muy posiblemente no relacionados entre ellos. La necrópolis de Panoría no fue el lugar de enterramiento, como habitualmente se ha asumido, de grupos humanos que coexistieron en una región o que vivieron en un mismo poblado. De igual forma el periodo de uso difiere de unas sepulturas a otras. En ocasiones las sepulturas fueron utilizadas durante escasas décadas, no más de 2 generaciones, en otras durante siglos y en ocasiones se documentan reutilizaciones tras largos periodos de inactividad funeraria. Esta diversidad añade una enorme heterogeneidad y complejidad en las prácticas funerarias y rituales desarrolladas en esta necrópolis.

## Orientación de las sepulturas
Para determinar la orientación de las sepulturas se ha medido el rumbo magnético y la altura sobre el horizonte de las direcciones de las cámaras y corredores. Tres de las tumbas megalíticas excavadas se orientan a la salida del sol en el entorno de los equinoccios. Este patrón es consistente con otras sepulturas no excavadas pero cuyas evidencias superficiales permiten una aproximación a sus orientaciones y con los estudios realizados para otras necrópolis de la comarca de Guadix. Solo el caso de la tumba 6 presenta una orientación anómala dado que es casi meridional. En este caso, parece tratarse de una orientación terrestre, hacia Sierra Nevada y en concreto hacia el Cerro Trevélez. 
Las orientaciones hacia el orto solar  o hacia determinados elementos del paisaje deben considerarse como parte de complejas y elaboradas prácticas rituales en las que se integraron aspectos diversos y no solamente funerarios. De esta forma, la montaña de Panoría se convirtió en un lugar sagrado en el que las comunidades que habitaron la cuenca de Guadix pudieron interactuar entre ellas y con los poderes de lo sobrenatural. Es precisamente la atracción y deseo de diferentes grupos sociales de integrarse en un paisaje sagrado lo que permite comprender la enorme pervivencia temporal de lugares sagrados como Panoría.

## Bien de Interés Cultural
- En 2023, la Junta de Andalucía declaró como Bien de Interés Cultural (BIC) la necrópolis.«La necrópolis de Panoria, una de las más antiguas de Europa, es declarada Bien de Interés Cultural». granadahoy.com. 26 de diciembre de 2023. Consultado el 26 de diciembre de 2023.